# Fårdala naturreservat

Fårdala är ett naturreservat i Falköpings kommun i Västergötland.
Reservatet ligger 7 km öster om Falköping. Det avsattes som naturreservat 2001 och omfattar 44 hektar.
Det omfattar sluttningsområdet på den nordvästra delen av platåberget Gerumsberget. På toppen skyddar diabasen den underliggande lerskiffern och kalkstenen. Detta är typiskt för de västgötska platåbergen. Jordmånen på platån är mager medan den är mer rik i sluttningarna. Där finns örtrika skogar, rik mossflora vid bäckar och ett mindre rikkärr. I det senare växer sällsynta arter som axhag, flugblomster, kärrknipprot och slåtterblomma.
Lövskogarna i reservatet består av många äldre ädellövträd. Där finns alm, ask, ek, hassel, lönn, asp, fågelbär, oxel och sälg. Det finns gott om död ved vilket är betydelsefullt för insekter och vedsvampar.
Områdets flora innehåller arter som blåsippa, skogsbingel, svart trolldruva, kransrams och vårärt. Där växer även värdefulla lavar och mossor. I sluttningens nedre delar finns sumpskogar där det växer dvärghäxört, springkorn, gullpudra och kåltisteln.
Området ingår i EU:s ekologiska nätverk av skyddade områden, Natura 2000.

## Galleri

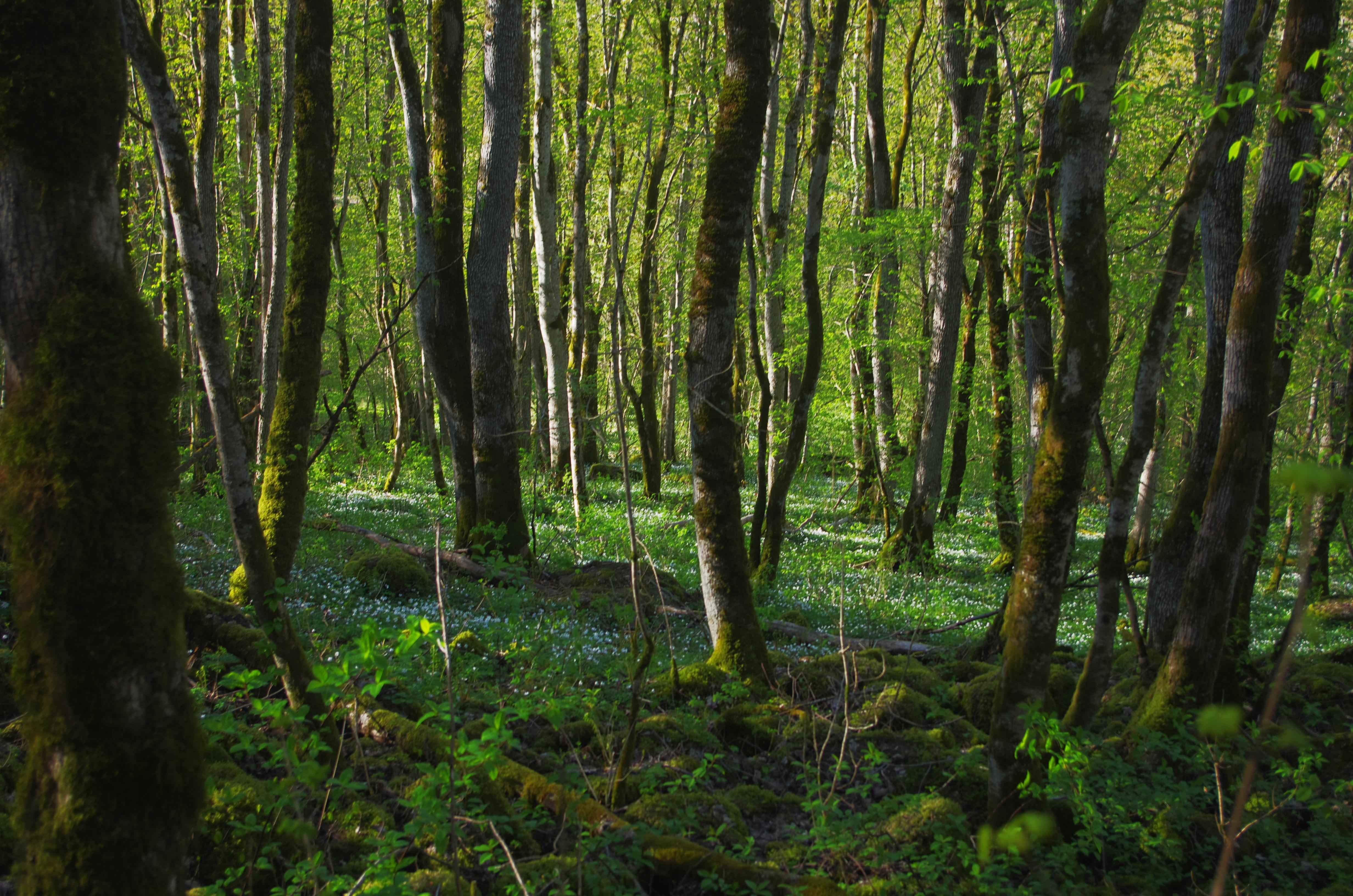
Lövskogarna betas av nötboskap.
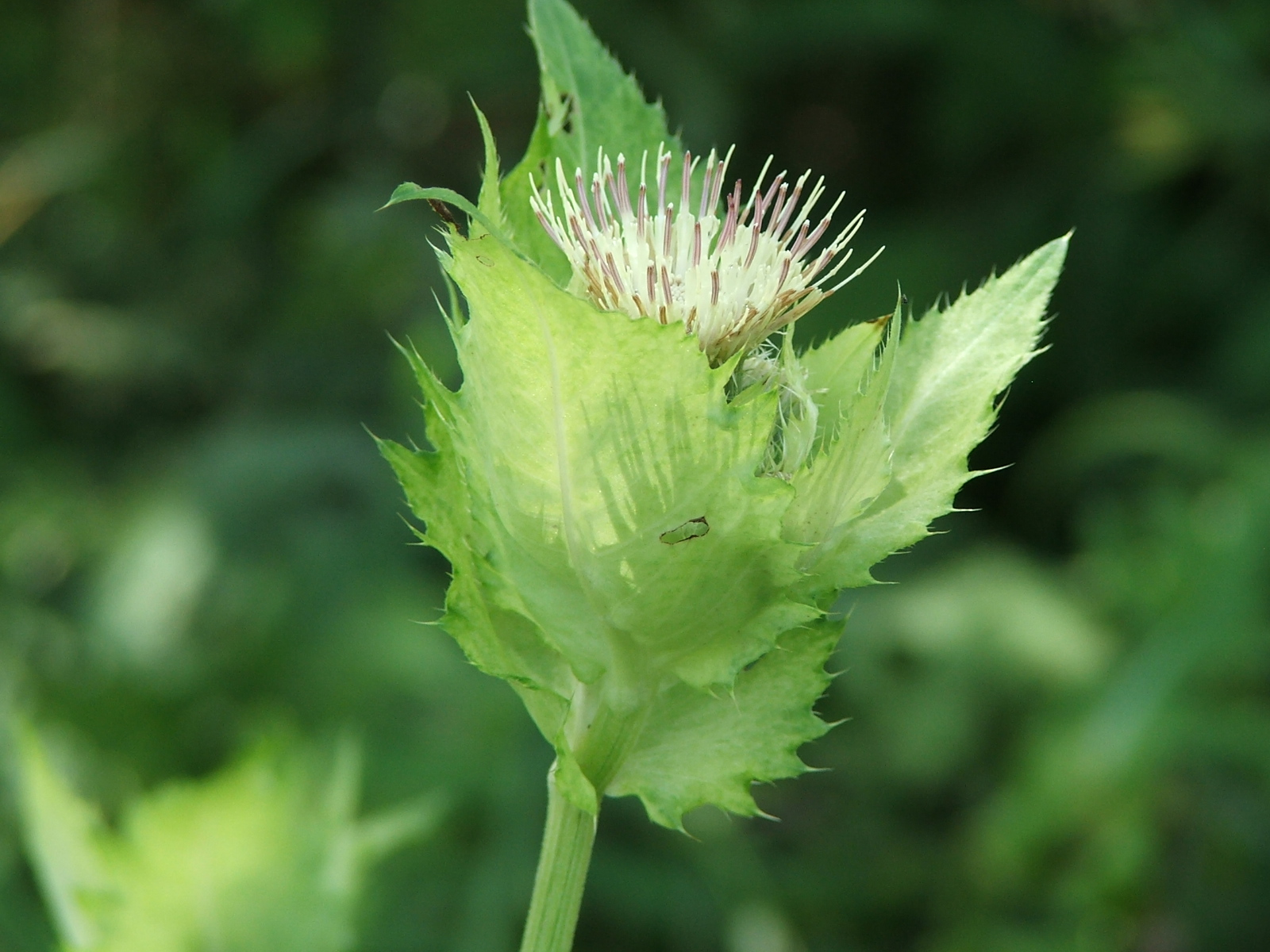
Kåltistel